# Vigna antillana
Vigna antillana là một loài thực vật có hoa trong họ Đậu. Loài này được (Urb.) Fawc. & Rendle miêu tả khoa học đầu tiên.